# Lijst van voetbalinterlands Nieuw-Zeeland - Taiwan
Deze lijst van voetbalinterlands is een overzicht van alle officiële voetbalwedstrijden tussen de nationale teams van Nieuw-Zeeland en Taiwan (Chinees Taipei). De landen hebben tot op heden negen keer tegen elkaar gespeeld. De eerste ontmoeting, een kwalificatiewedstrijd voor het Wereldkampioenschap voetbal 1978, werd gespeeld in Auckland op 20 maart 1977. Het laatste duel, een vriendschappelijke wedstrijd, vond plaats op 5 juni 2018 in Mumbai (India).

## Wedstrijden
| № | Plaats       | Datum            | Competitie           | Wedstrijd                      | Uitslag |
| - | ------------ | ---------------- | -------------------- | ------------------------------ | ------- |
| 1 | Auckland     | 20 maart 1977    | WK 1978 kwalificatie | Nieuw-Zeeland − Taiwan         | 6 − 0   |
| 2 | Auckland     | 23 maart 1977    | WK 1978 kwalificatie | Taiwan − Nieuw-Zeeland         | 0 − 6   |
| 3 | Taipei       | 7 mei 1981       | WK 1982 kwalificatie | Chinees Taipei − Nieuw-Zeeland | 0 − 0   |
| 4 | Auckland     | 30 mei 1981      | WK 1982 kwalificatie | Nieuw-Zeeland − Chinees Taipei | 2 − 0   |
| 5 | Auckland     | 5 oktober 1985   | WK 1986 kwalificatie | Nieuw-Zeeland − Chinees Taipei | 5 − 1   |
| 6 | Christchurch | 12 oktober 1985  | WK 1986 kwalificatie | Chinees Taipei − Nieuw-Zeeland | 0 − 5   |
| 7 | Wellington   | 11 december 1988 | WK 1990 kwalificatie | Nieuw-Zeeland − Chinees Taipei | 4 − 0   |
| 8 | Auckland     | 15 december 1988 | WK 1990 kwalificatie | Nieuw-Zeeland − Chinees Taipei | 4 − 1   |
| 9 | Mumbai       | 5 juni 2018      | Vriendschappelijk    | Chinees Taipei − Nieuw-Zeeland | 0 − 1   |

## Samenvatting
| Competitie        | Totaal gespeeld | Winst Nieuw-Zeeland | Gelijk | Winst Chinees Taipei | Doelsaldo Nieuw-Zeeland – Chinees Taipei |
| ----------------- | --------------- | ------------------- | ------ | -------------------- | ---------------------------------------- |
| WK-kwalificatie   | 8               | 7                   | 1      | 0                    | 32 − 2                                   |
| Vriendschappelijk | 1               | 1                   | 0      | 0                    | 1 − 0                                    |
| Totaal            | 9               | 8                   | 1      | 0                    | 33 − 2                                   |

NZF · A-internationals · Bondscoaches · Statistieken · N-Zeelands vrouwenelftal · Olympisch elftal · N-Zeeland U21 · N-Zeeland U20 · N-Zeeland U19 · N-Zeeland U18 · N-Zeeland U17
1920 – 1949 ·
1950 – 1959 ·
1960 – 1969 ·
1970 – 1979 ·
1980 – 1989 ·
1990 – 1999 ·
2000 – 2009 ·
2010 – 2019 ·
2020 − 2029
WK 1982 ·
WK 2010
OS 2008 ·
OS 2012 ·
OS 2020
1922 · 
1923 · 
1924 · 
1925–1926 ·
1927 · 
1928–1932 ·
1933 · 
1934–1935 ·
1936 · 
1937 · 
1938–1945 ·
1946 · 
1947 · 
1948 · 
1949–1950 ·
1951 · 
1952 · 
1953 ·
1954 · 
1955 · 
1956 ·
1957 · 
1958 · 
1959 · 
1960 · 
1961 · 
1962 · 
1963 ·
1964 · 
1965–1966 ·
1967 · 
1968 · 
1969 · 
1970 · 
1971 · 
1972 · 
1973 · 
1975 · 
1976 · 
1977 · 
1978 · 
1979 · 
1980 · 
1981 · 
1982 · 
1983 · 
1984 · 
1985 · 
1986 · 
1987 · 
1988 · 
1989 · 
1990 · 
1991 · 
1992 · 
1993 · 
1994 · 
1995 · 
1996 · 
1997 · 
1998 · 
1999 · 
2000 · 
2001 · 
2002 · 
2003 · 
2004 · 
2005 · 
2006 · 
2007 · 
2008 · 
2009 · 
2010 · 
2011 · 
2012 · 
2013 ·
2014 ·
2015 ·
2016 ·
2017 ·
2018 ·
2019 ·
2020 ·
2021 ·
2022 ·
2023 ·
2024
Australië ·
Bahrein ·
Botswana ·
Brazilië ·
Canada ·
Chili ·
China ·
Colombia ·
Congo-Kinshasa ·
Cookeilanden ·
Costa Rica ·
Curaçao ·
Duitsland ·
Egypte ·
El Salvador ·
Engeland ·
Estland ·
Fiji ·
Frankrijk ·
Gambia ·
Georgië ·
Ghana ·
Griekenland ·
Honduras ·
Hongarije ·
Ierland ·
India ·
Indonesië ·
Irak ·
Iran ·
Israël ·
Italië ·
Jamaica ·
Japan ·
Jordanië ·
Kenia ·
Koeweit ·
Libanon ·
Litouwen ·
Maleisië ·
Marokko ·
Mexico ·
Myanmar ·
Nieuw-Caledonië ·
Noord-Ierland ·
Noorwegen ·
Oezbekistan ·
Oman ·
Papoea-Nieuw-Guinea ·
Paraguay ·
Peru ·
Polen ·
Portugal ·
Qatar ·
Rusland ·
Salomonseilanden ·
Samoa ·
Saoedi-Arabië ·
Schotland ·
Servië ·
Singapore ·
Slovenië ·
Slowakije ·
Soedan ·
Sovjet-Unie ·
Spanje ·
Tahiti ·
Taiwan ·
Tanzania ·
Thailand ·
Trinidad en Tobago ·
Tunesië ·
Turkije ·
Uruguay ·
Vanuatu ·
Venezuela ·
Verenigde Arabische Emiraten ·
Verenigde Staten ·
Wales ·
Wit-Rusland ·
Zuid-Afrika ·
Zuid-Korea ·
Zuid-Vietnam ·
Zweden
Italië (2010) ·
Schotland (1982) · 
Slowakije (2010)
CTFA ·
Bondscoaches ·
vrouwenvoetbalelftal ·
Topscorers
Afghanistan ·
Australië ·
Bahrein ·
Bangladesh ·
Brunei ·
Cambodja ·
Fiji ·
Filipijnen ·
Grenada ·
Guam ·
Hongkong ·
India ·
Indonesië ·
Irak ·
Iran ·
Israël ·
Japan ·
Jordanië ·
Kenia ·
Kirgizië ·
Koeweit ·
Laos ·
Macau ·
Maleisië ·
Mongolië ·
Myanmar ·
Nepal ·
Nieuw-Zeeland ·
Noord-Korea ·
Oezbekistan ·
Oman ·
Oost-Timor ·
Pakistan ·
Palestina ·
Panama ·
Saint Kitts en Nevis ·
Salomonseilanden ·
Saoedi-Arabië ·
Singapore ·
Sri Lanka ·
Syrië ·
Thailand ·
Trinidad en Tobago ·
Turkmenistan ·
Vietnam ·
Zuid-Korea ·
Zuid-Vietnam